# Кенель дю Тор, Франсуа Жан Батист
Франсуа Жан Батист Кенель дю Тор (18 января 1765 — 8 апреля 1819) был дивизионным генералом во время Первой французской империи Наполеона. К тому времени, когда начались французские революционные войны, он уже почти десять лет был унтер-офицером французской армии. Менее чем за два года он поднялся до звания генерала, сражаясь против испанцев. Затем его карьерный рост приостановился до Войны второй коалиции, во время которой он возглавлял бригаду в Италии в Вероне, Магнано, Кассано, Бассиньяна, где он был ранен, и Нови.
Став в 1805 году дивизионным генералом, он некоторое время занимал административные должности, служа губернатором Порту и провинции Энтре-Дуэро-и-Миньо во время французского вторжения в Португалию в 1807 году. В 1808 году он был захвачен в плен генералом Белестой. После освобождения участвовал во вторжении в Португалию в 1809 году, но позже был откомандирован, чтобы привести колонну спешенных кавалеристов обратно во Францию. Он возглавлял дивизию во время осады Фигераса в 1811 году. Во время Войны шестой коалиции он командовал дивизией под началом Эжена де Богарне в Италии, сражаясь в битвах при Файстрице, Бассано, Кальдьеро и Минчо. Он был отправлен в отставку в 1815 году и утонул в Сене при загадочных обстоятельствах в 1819 году. Имя Кенеля высечено под Триумфальной аркой в столбце 37.

## Ранние годы и революция
Кенель родился 18 января 1765 года в Сен-Жермен-ан-Ле, который сейчас является частью департамента Ивелин под Парижем. 18 июля 1782 года он был зачислен в 25-й пехотный полк французской королевской армии. Кенель был повышен до звания капрала 18 сентября 1783 года, сержанта 10 октября 1784 года и фуражира (унтер-офицерское звание) 7 июля 1786 года. После начала французской революции он был повышен в звании до сержанта 12 сентября 1789 года и до второго лейтенанта 15 сентября 1791 года. После этого последовал головокружительный карьерный рост. Он стал первым лейтенантом гренадеров 19 апреля 1792 года и капитаном 1 мая того же года. 15 мая 1793 года он был повышен в звании до генерал-адъютанта и шеф де батальон (соответствует майору), 30 сентября 1793 года до генерал-адъютанта и шеф де бригад (соответствует подполковнику). 26 декабря 1793 года он стал бригадным генералом.
В этот период Кенель служил в Северной и Восточно-Пиренейской армиях. В битве при Булу 30 апреля 1794 года командующий французской армией Жак Франсуа Дюгомье нанёс сильный удар по правому центру испанцев, оттеснив ряды противника. На следующий день французы взломали оборону испанцев, и командир кавалеристов Андре де ла Барр приказал Кенелю взять его бригаду и преследовать отступающую вражескую колонну. Его солдаты загнали испанцев в смертельную засаду на перевале Ле-Пертюс и разгромили противника, который бежал, бросив артиллерию и обоз.
Когда в 1795 году война в Пиренеях закончилась, Кенель перевёлся в армию побережья Шербура. Его командир назначил его в департамент Манш. После переворота 18 Фрюктидора 4 сентября 1797 года местный исполнительный комиссар осудил Кенеля за связи с контрреволюционными элементами. Военный министр подтвердил, что действия Кенеля во время вандейского мятежа были безупречны. Тем не менее Кенель попал под подозрение, потому что женился на благородной женщине и общался с людьми, которые считались лояльными к старому правительству. Генералы Пьер Ожеро и Луи Лемуан засвидетельствовали его доблесть в борьбе с испанцами и вандейскими мятежниками. В результате расследования власти решили перевести Кенеля в 13-ю дивизию.
6 февраля 1799 года Кенель был принят на действительную службу в Итальянскую армию. В начале Войны второй коалиции Кенель руководил бригадой в дивизии Поля Гренье. Дивизия содержала по три батальона из 17-й, 24-й и 106-й полубригад, по одному батальону из 2-го гельветического легиона и 1-го польского легиона, 450 кавалеристов и одну пехотную артиллерийскую батарею. Он возглавлял свою бригаду во время битв при Вероне 26 марта 1799, Магнано 5 апреля и в Кассано 27-28 апреля. В битве при Бассиньяне 12 мая 1799 года он был ранен в левое предплечье. В битве при Нови Кенель руководил бригадой в дивизии Пьера Гарнье де Лабуассьера. Бригада состояла из 17-го лёгкого и 63-го линейного пехотных полков. Боли в руке вследствие ранения заставили его временно уйти из армии. С 1 июня 1801 года Кенель занимал военный пост в Цизальпинской республике. Два года спустя он принял командование войсками недалеко от Фаэнцы.

## Ранняя Империя
11 декабря 1803 года Кенель стал членом Почётного Легиона, а 14 июня 1804 года Наполеон произвёл его в командиры Легиона. В феврале 1805 года он был произведён в дивизионные генералы. Кенель командовал Северной армией с 23 ноября 1805 года до её роспуска 1 февраля 1806 года. В июне он принял руководство 9-й дивизией.
В 1807 году Кенель присоединился к армии Жана Андоша Жюно для вторжения в Португалию. Он был назначен губернатором Порту и провинции Энтре-Дуэро-и-Миньо, управляя испанскими войсками, находящимися в этом регионе. 6 июня 1808 года новость о Мадридском восстании достигла Порту, и испанский генерал Белеста захватил Кенеля, его штаб и его эскорт из 30 драгунов в качестве военнопленных. Призвав португальцев к восстанию против французов, Белеста немедленно отправился обратно в Испанию со своими 6 тыс. солдатами и пленниками. Кенеля передали англичанам в Ла-Корунье, но он был освобожден, когда французские солдаты захватили город 16 января 1809 года.
Кенель сопровождал маршала Никола Сульта и 2-й корпус во время вторжения в Португалию в 1809 году. Во время второй битвы за Порту 12 мая 1809 года британская армия пересекла реку Дуэро прямо под носом у французов. Хотя почти вся вина за этот промах лежит на Сульте, Кенель, вновь занимавший пост губернатора Порту, был также частично ответственен за это. После отступления из Португалии на северо-запад Испании в мае 1809 года маршал реорганизовал 2-й корпус. У кавалеристов пало так много лошадей, что Сульт приказал 3-му и 4-му эскадрону каждого кавалерийского полка передать своих лошадей 1-му и 2-му эскадронам. 1,1 тыс. спешившихся кавалеристов получили мушкеты и сформировали колонну под командованием Кенеля. Несколько самых слабых 3-х и 4-х пехотных батальонов перевели свой рядовой состав в 1-й и 2-й батальоны того же полка. Оставшиеся без рядовых офицеры и сержанты получили приказ вернуться во Францию для реформирования своих подразделений. Они также были прикреплены к колонне Кенеля. Колонна направилась в Асторгу и пробилась через сосредоточение испанских партизан в Ногалесе. Несмотря на то, что во время марша колонну постоянно обстреливали, её переход прошёл успешно.
11 июля 1809 года Кенель был командирован в Неймеген, а 7 февраля 1810 года был назначен командиром бригад лёгкой кавалерии. 3 мая 1810 года он принял командование 11-й дивизией. 10 апреля 1811 года испанские партизаны под командованием Франcеска Ровира-и-Салы захватили замок Сант-Ферран, повергнув французские позиции в Каталонии в хаос. Будучи командующим пограничным районом Пиренеев, Кенель быстро собрал три линейных пехотных батальона и батальоны Национальной гвардии Жера и Верхней Гаронны и направился в Испанию. Он присоединился к армии, состоящей из 1,5 тыс. солдат Луиджи Гаспара Пейри и 2 тыс. солдат под руководством Луи Бараге д’Илье, в результате чего у д’Илье теперь было около 7 тыс. человек. С этом войском, а также большим подкреплением под командованием Луи Огюста Плозонна, французы начали осаду Фигераса. 3 мая осаждающие отразили попытку испанцев снять осаду, но эта операция связала 7-й корпус на всё лето. К тому времени, когда 19 августа 1811 года голодающий испанский гарнизон капитулировал, погибло 4 тыс. французских военнослужащих, причём большинство из них от болезней. Во время осады дивизия Кенеля включала три батальона 79-го линейного пехотного полка, два батальона 23-го лёгкого пехотного полка, один батальон 93-го линейного пехотного полка и три эскадрона 29-го шассёрского полка.

## Поздняя Империя
В 1813 году Наполеон назначил своего пасынка Эжена де Богарне командовать Итальянской армией. К середине мая были организованы 46-я, 47-я и 48-я французская и 49-я итальянские пехотные дивизии. Фактически большинство так называемых французских войск были из областей Италии, аннексированных Первой французской империей. Только 13 тыс. человек были из Франции. В августе 1813 года Кенель командовал 46-й дивизией из двух бригад в армии, которая вскоре стала корпусом Жана Антуана Вердье. Первая бригада включала четыре батальона 9-го линейного пехотного полка, два батальона 3-го временного хорватского полка и один батальон 112-го линейного пехотного полка. Вторая бригада включала в себя по четыре батальона из 35-го и 53-го линейных пехотных полков. К дивизии были прикреплены две артиллерийские батареи, вооруженные 6-фунтовыми пушками.
В августе 1813 года австрийская армия Иоганна фон Гиллера зондировала французские силы в Филлахе, но была отброшена. Разбитый в Филлахе австрийский генерал перебросил плацдарм через реку Драва в Файстриц-ан-дер-Драу. Не желая допустить его вторжение, Эжен приказал Гренье взять две дивизии и атаковать. 6 сентября Гренье разгромил войска Гиллера в битве при Файстрице и заставил их вернуться на восточный берег. В этом бою Кенель возглавлял войско в 7,7 тыс. человек, в котором было по четыре батальона из 84-го и 92-го линейных пехотных полков и 30-я временная полубригада, а также два батальона шассёров из итальянской гвардии. Гренье признал потерю 60 убитых и 300 раненых, но один только 84-й линейный полк потерял 12 офицеров. Австрийские потери составили 67 убитых, 384 раненых, 390 пленных и утерянный плацдарм. Однако к 5 октября австрийцы заставили Эжена отступить к реке Соча.
Когда итальянская армия отступила дальше к реке Брента, Эжен и Гренье обнаружили, что австрийская колонна под командованием Кристофа Людвига фон Экхардта заняла Бассано, блокируя им путь к отступлению. В битве при Бассано 31 октября 1813 года Гренье атаковал Экхардта тремя колоннами и рассеял силы австрийцев по холмам. Французское войско в 9 тыс. человек включало в себя дивизию Кенеля и один пехотный полк из второй дивизии. Победа позволила армии Эжена в боевом порядке отойти к реке Адидже. Когда армия Гиллера подошла к Адидже, 15 ноября Эжен начал атаку. В то время как дивизия Пьера Луи Бине де Марконье атаковала с фрониа, Кенель опрокинул правый фланг австрийцев, а дивизия Мари Франсуа Руйе атаковала левый фланг. Успешные действия в битве при Кальдьеро оттеснили силы австрийцев и нанесли им урон в 1,5 тыс. убитых и раненых и 900 пленных; были захвачены две пушки. Французы потеряли 500 человек.
В декабре 1813 года Кенель командовал 1-й дивизией, в которой было две бригады под командованием Туссена Кампи и Гаспара Франсуа Форестье. Бригада Кампи состояла из 92-го линейного пехотного полка и 30-й временной полубригады, а бригада Форестье состояла из 35-го лёгкого и 84-го линейного пехотных полков. Как и прежде, к дивизии были прикреплены две 6-фунтовые артиллерийские батареи. Недовольное успехами Гиллера, верховное командование Австрии заменило его графом Генрихом фон Беллегардом.
8 февраля 1814 года Беллегард и Эжен столкнулись в сражении на реке Минчо. После того, как Эжен перебросил бо́льшую часть своей армии через реку Минчо, он наткнулся на австрийское левое крыло. Французские войска были выстроены с дивизией Кенеля на левом фланге, дивизией Руйе справа, Марконе и итальянская гвардия находились в резерве, а кавалерия прикрывала фланги. После ожесточённых боёв солдаты Кенеля выдавили австрийцев из деревни Поццоло. Когда франко-итальянцы оттеснили неприятеля на север к Валеджо-суль-Минчо и Боргетто, Эжен послал Кенеля и Руйе налево и вывел Марконе на передовую. Тем временем Беллегард и австрийское правое крыло пересекли Минчо возле Боргетто и разбили слабое левое крыло Вердье. Когда они обнаружили, что к ним приближается основная часть сил Эжена, австрийцы Беллегарда отступили в замешательстве. Франко-итальянское войско потеряло 3 тыс. убитых и раненых и 500 пленных из общего числа в 34 тыс. человек. Потери австрийцев составили 2,8 тыс. убитых и раненых и 1,2 тыс. пленных из 32 тыс. человек. В Поццоло была уничтожена австрийская гренадерская бригада, потерявшая 790 человек. В дивизии Кенеля бригада Кампи содержала по одному батальону из 1-го, 14-го и 10-го линейных пехотных полков, а также три батальона 92-го линейного полка. В бригады Форестье было три батальона 84-го линейного и один батальон 35-го линейного пехотных полков.
После отречения Наполеона Кенель примирился с Бурбонами, и король Франции Людовик XVIII наградил его орденом Святого Людовика. Тем не менее во время Ста дней Кенель вновь примкнул к Наполеону и был назначен в Альрийскую армию маршала Луи Габриэля Сюше. Он принял командование кавалерийской дивизией, состоящей из одной бригады. Бригада генерала Бернарда Мейера де Шауэнси состояла из 10-го шассёрского и 18-го драгунского полков. Артиллерия состояла из одной батареи 4-го конного артиллерийского полка. Единственное сражение в кампании, где упоминается о кавалерии, было в Альбервиле (Конфлан) 28 июня 1815 года. В этом незначительном бою, окончившемся победой французов, 10-й шассёрский полк потеряли одного убитого офицера. Потери среди рядовых не были зарегистрированы.
4 сентября 1815 года Кенель был отправлен в отставку. В апреле 1819 года он внезапно исчез, а позже его труп был найден плавающим в Сене в Париже. Его часы и ценные украшения остались при нём. Один из источников утверждал, что его смерть не могла быть самоубийством, потому что его высоко ценили в военных кругах, и не был никакого намёков, что он собирается покончить с собой. Было высказано предположение, что его сбросили с моста Искусств по политическим причинам. Имя QUESNEL высечено под Триумфальной аркой на западной панели в столбце 37.